# Среднемоторная, полноприводная компоновка
Среднемоторная, полноприводная компоновка (англ. mid-engine, four-wheel drive), сокращённо обозначаемая C4 (англ. M4) — разновидность компоновки автомобиля, при которой двигатель внутреннего сгорания располагается в середине автомобиля (то есть внутри колёсной базы), а ведущими являются все четыре колеса.
Среднемоторная компоновка автомобиля, как правило, обозначает такое размещение двигателя автомобиля, при котором центр тяжести двигателя размещается между передней и задней осями. В спортивных и гоночных автомобилях двигатель располагается, как правило, за задними пассажирскими сиденьями. Энергия подаётся на центральный дифференциал, который при полноприводной компоновке распределяет энергию между передней и задней осями автомобиля. Подобная компоновка является очень редкой в использовании.

## Основные характеристики
Центральный дифференциал по своему принципу схож с дифференциалом в автомобилях с передним или задним приводом. Крутящий момент распределяется между обеими осями, что позволяет им вращаться с разными скоростями и значительно улучшает характеристики полноприводного автомобиля при повороте на поверхности с высоким сцеплением (например, на асфальте). В отличие от дифференциалов на осях, которые обеспечивают распределение крутящегося момента между осями поровну, центральный дифференциал может передавать чуть больший момент какой-либо из осей (зависит от производителя).
В некоторых полноприводных автомобилях используется вязкостная муфта для передачи большей части энергии на заднюю ось, если только крутящий момент, подаваемый на заднюю ось, не превышает пределы сцепления шин задних колёс автомобиля (такая система есть в суперкаре Lamborghini Murciélago). В устройстве других автомобилей есть компьютер, который решает, в каком соотношении распределять момент между колёсами (в зависимости от обстоятельств поведения). В целом подобная компоновка более характерна для внедорожников и спортивных автомобилей.

## Преимущества
Двигатель автомобиля размещается в той точке, где сконцентрирован наибольший вес машины. Таким образом, размещение двигателя между осями значительно улучшает управляемость автомобиля. Если исходить из того, что двигатель располагается за пассажирскими сиденьями, он будет оказывать дополнительное воздействие на заднюю ось и задние колёса. Поскольку вес автомобиля смещается в его заднюю часть при разгоне, это улучшает сцепление задних колёс и увеличивает крутящий момент, который может быть подан на колёса прежде, чем произойдёт очередной поворот оси. Таким образом, автомобиль можно разработать так, чтобы минимум передней части располагался перпендикулярно ветру, что могло бы значительно улучшить аэродинамику автомобиля. Система дифференциалов полноприводного автомобиля с компьютерным управлением позволяет машине разгоняться и быстрее завершать повороты, поскольку объём крутящего момента, подаваемый на переднюю и заднюю ось, может меняться, и тем самым поведение автомобиля может в разные моменты совпадать с поведением переднеприводных и заднеприводных автомобилей. При быстром повороте это снижает вероятность заноса.

## Недостатки
В некоторых автомобилях используется заднемоторная, заднеприводная компоновка, более дешёвая по сравнению с полным приводом, поскольку для работы системы требуется меньше деталей. Помимо этого, переднемоторная, заднеприводная компоновка почти полностью компенсирует распределение веса автомобиля и обеспечивает оптимальную управляемость машины.
В большей части автомобилей со среднемоторной компоновкой (в связи с особенностями размещения двигателя и коробки передач) создаются некие неудобства в отношении пассажирских мест (на задних сиденьях) и багажника. Также сами системы полного привода являются достаточно тяжёлыми: часть энергии может быть «потеряна» при переходе через дифференциал на оси (в дополнение к тому, что передаваемая энергия также снижается трением силового агрегата.
Вероятность заноса сводится к минимуму при использовании полного привода, но не исключается полностью: он может возникнуть при повороте на очень высокой скорости.

## Некоторые примеры
Более подробный список см. здесь
- Peugeot 205 (Turbo 16), первый раллийный автомобиль группы B со среднемоторной полноприводной компоновкой
- Lamborghini Diablo VT6.0, ранний суперкар со среднемоторной полноприводной компоновкой
- Bugatti Veyron, самый быстрый серийный автомобиль на момент выхода
- Honda/Acura NSX[англ.], использующий бензино-электрический привод[англ.] в отношении передних колёс